# فولکر گرابو
فولکر گرابو (آلمانی: Volker Grabow؛ زادهٔ ۲۷ سپتامبر ۱۹۵۶) قایقران روئینگ اهل آلمان بود.